# Самсари
Самсари (груз. სამსარი [samsaɾi]; Самсар (з.-арм. Սամսար [sɑmsɑɾ]) — потухший стратовулкан в Грузии, вершина Самсарского хребта. Расположен на Ахалкалакском плоскогорье, между озёрами Табацкури и Паравани, в Ахалкалакском муниципалитете края Самцхе-Джавахети, на границе с краем Квемо-Картли, восточнее сёл Диди-Самсари и Патара-Самсари, юго-западнее вулкана Кызылдаг, северо-восточнее вершины Диди-Абули и южнее вершины Шавнабада. Высота 3284,7 метров над уровнем моря.
По Батумскому договору, подписанному 4 июня 1918 года, по вершинам Шавнабад, Каракузей и Самсари проходила граница Османской империи.